# Trapezioplax tridentata
Trapezioplax tridentata is een krabbensoort uit de familie van de Pseudorhombilidae. De wetenschappelijke naam van de soort werd in 1880 voor het eerst geldig gepubliceerd door Alphonse Milne-Edwards.